# 国道253号

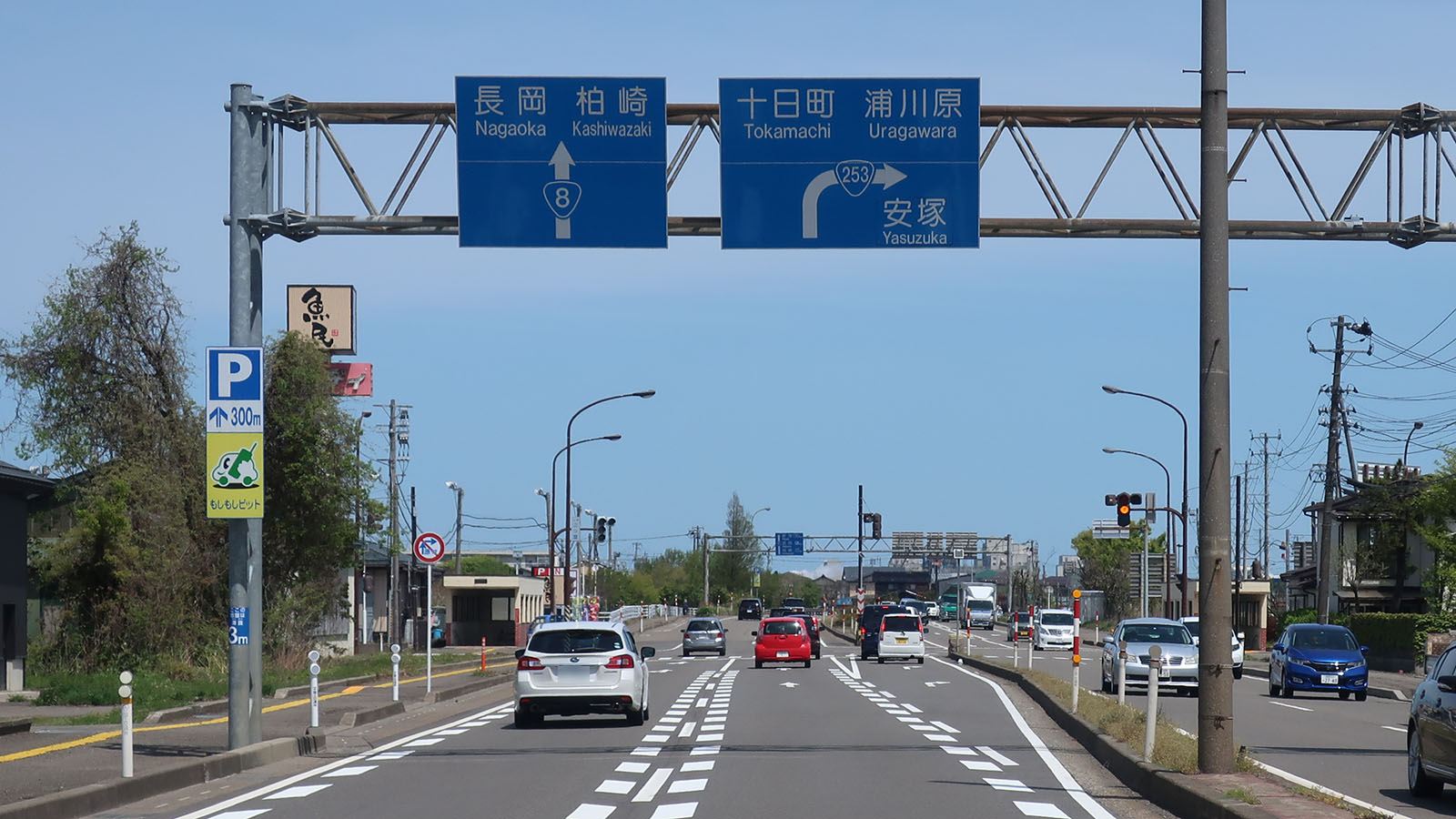
国道253号起点
新潟県上越市 三ツ屋交差点
（国道8号 直江津バイパス）

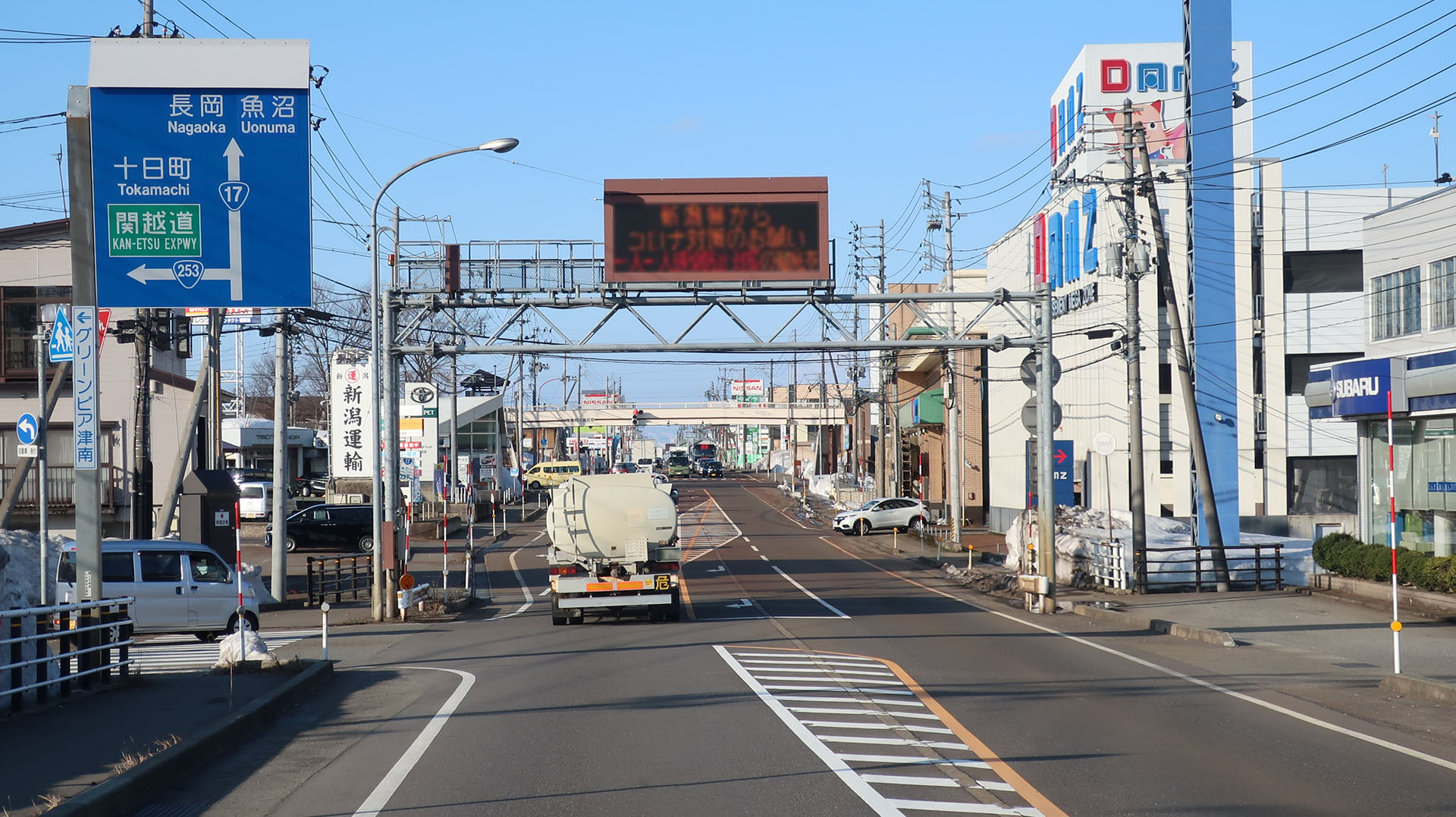
国道253号終点
新潟県南魚沼市 美佐島交差点

国道253号（こくどう253ごう）は、新潟県上越市から南魚沼市に至る一般国道である。

## 概要

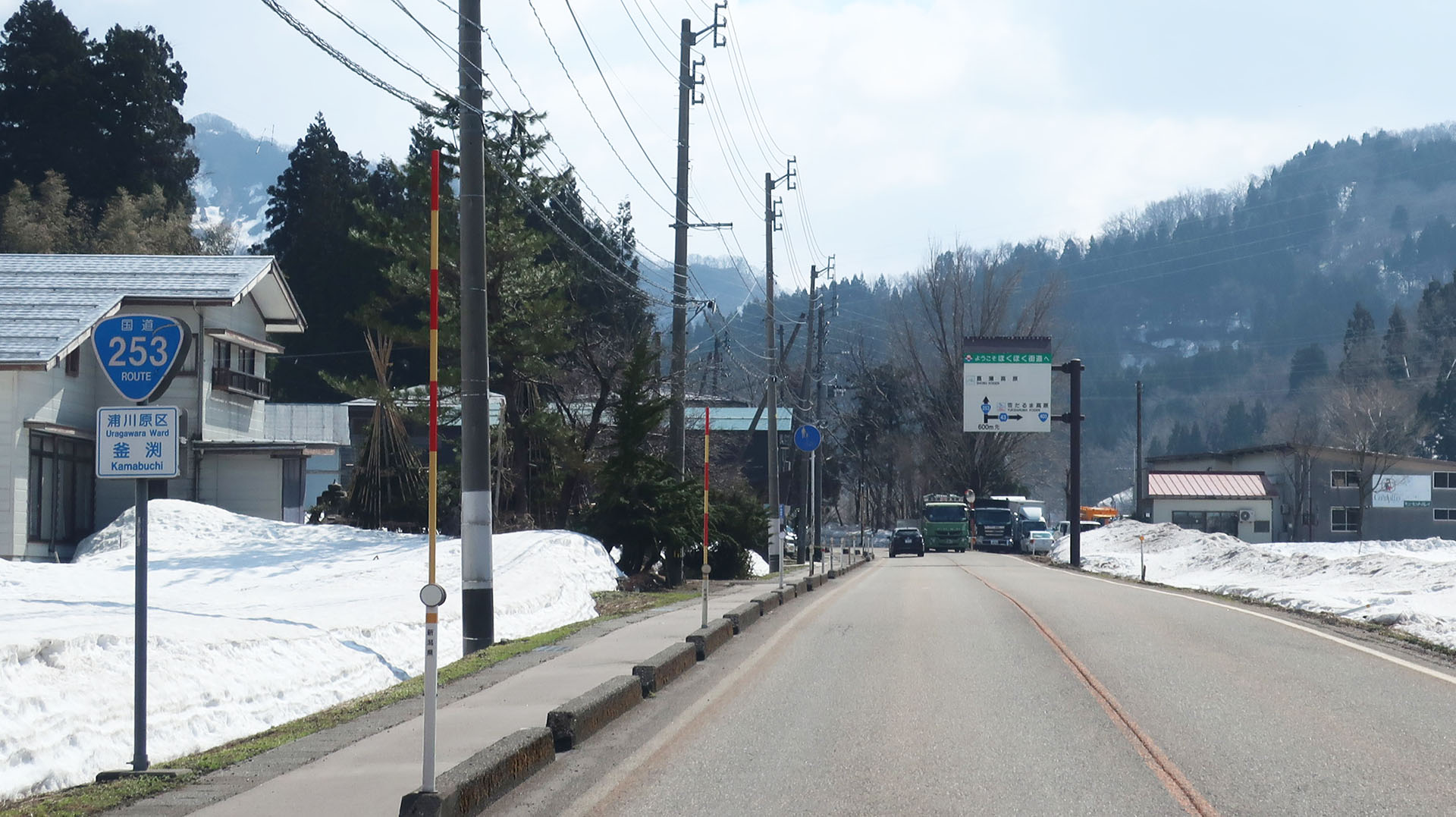
新潟県上越市浦川原区釜淵
（2021年3月撮影）

起点の上越市から東に進み、中越地方の十日町市を経て、終点の南魚沼市に至る路線で、頸城平野・十日町盆地を除くとおおむね東頸城丘陵、魚沼丘陵といった山間地を縫うように位置している。したがって、保倉川 - 鯖石川・渋海川 - 浅河原川・川治川 - 平手川の各分水嶺をトンネルによって越えている。
全区間において、北越急行ほくほく線が並行している。

### 路線データ
一般国道の路線を指定する政令に基づく起終点および重要な経過地は次のとおり。
- 起点：上越市（三ツ屋交差点 = 国道8号交点、国道404号終点）
- 終点：新潟県南魚沼郡六日町[注釈 2]（美佐島交差点 = 国道17号交点）
- 重要な経過地：新潟県東頸城郡松代町[注釈 3]、十日町市
- 総延長 : 68.2 km（重用延長を含む）[2][注釈 4]
- 重用延長 : 0.0 km[2][注釈 4]
- 未供用延長 : なし[2][注釈 4]
- 実延長 : 68.2 km[2][注釈 4]
  - 現道 : 62.9 km[2][注釈 4]
  - 旧道 : なし[2][注釈 4]
  - 新道 : 5.3 km[2][注釈 4]
- 指定区間：なし[3]

## 歴史
- 1963年（昭和38年）4月1日 - 二級国道253号直江津六日町線（新潟県直江津市（現・上越市） - 新潟県南魚沼郡六日町（現・南魚沼市））として指定。
- 1965年（昭和40年）4月1日 - 一般国道253号となる。
- 2012年（平成24年）11月21日 - 松代道路の延長0.4 kmが開通し、松代道路が全線開通[4]。
- 2017年（平成29年）11月25日 - 八箇峠道路八箇IC - 野田IC間延長6.6 kmが開通[5]。同日、旧道区間は新潟県道560号田沢小栗山線・南魚沼市道余川上ノ原旧国線および十日町市・南魚沼市道八箇トンネル線に指定変更された[6][7]。

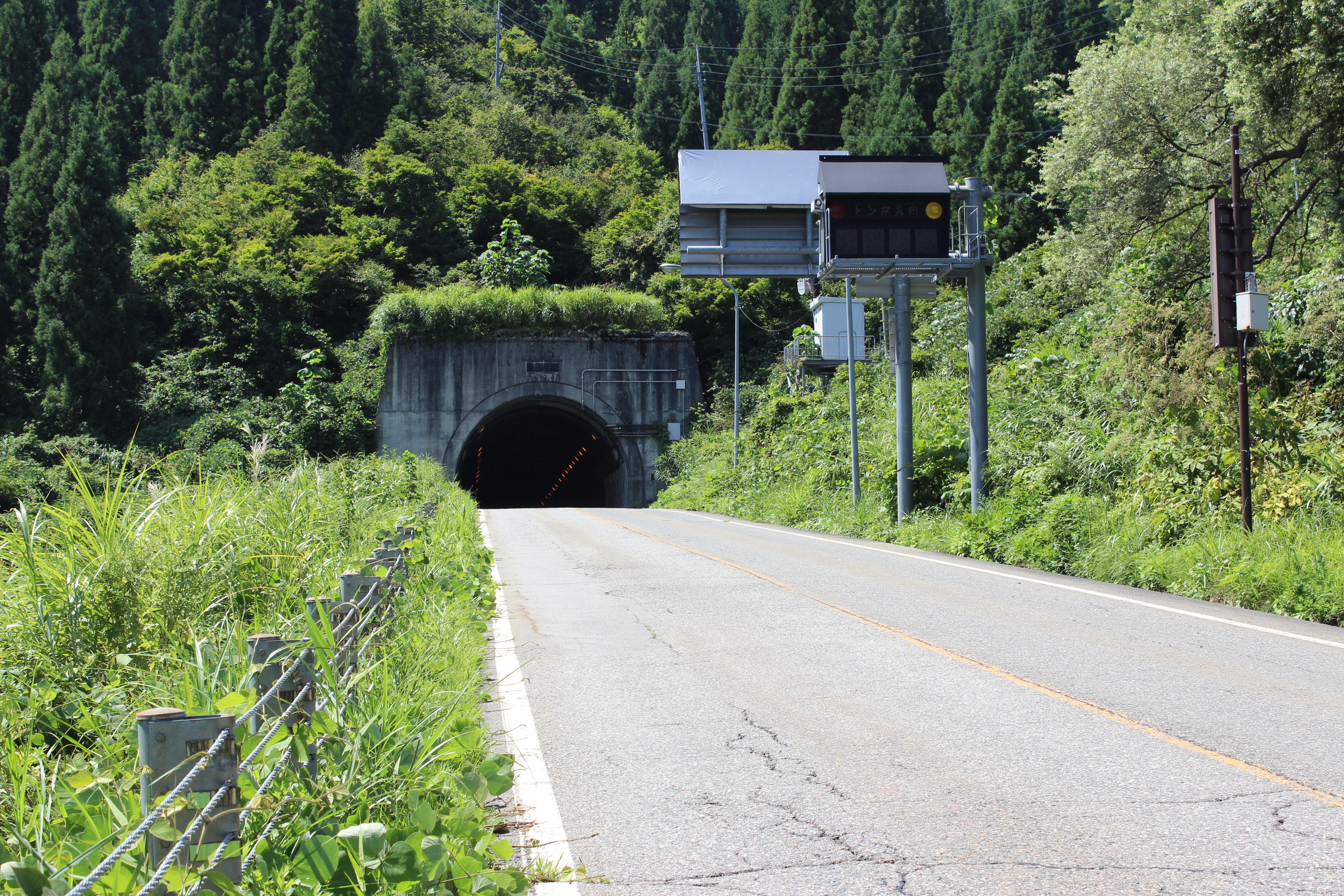
旧道「八箇トンネル」 （南魚沼側、南魚沼市道八箇トンネル線）

## 路線状況

### 通称

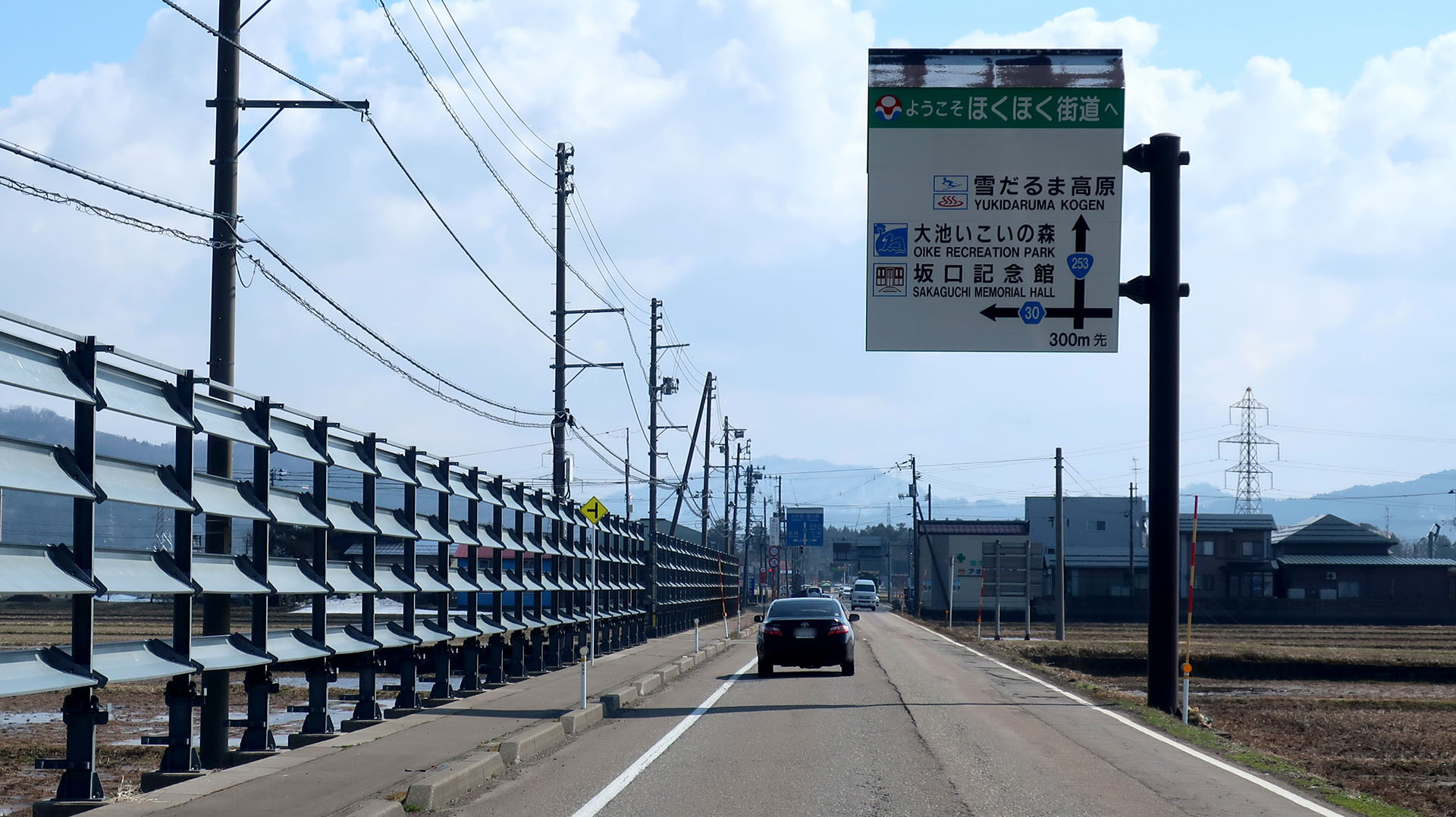
ほくほく街道の標識
新潟県上越市青野

- ほくほく街道

### バイパス
- 松代道路（十日町市池尻 - 十日町市松代：延長3.1 km:供用済み）
  - 十日町市池尻 - 松代の延長3.1 kmのバイパス道路で、1989年度（平成元年度）から2012年度（平成24年度）まで86.5億円を費やして事業が実施された。旧道は標準幅員5.0 mと狭小で線形不良であることからこの解消を目指し、渋海川に池尻大橋・長者原橋・新大橋・新千年大橋の4橋を架橋して通過している。新千年大橋は1992年（平成4年）に着手し、1995年（平成7年）12月26日の暫定供用を経て1996年（平成8年）4月26日に竣工；開通した[8][9]。新大橋は2005年（平成17年）12月に竣工し、残る池尻大橋と長者原橋の2012年（平成24年）11月21日の開通をもって全線開通となった[10][4][11]。
- 上越魚沼地域振興快速道路（地域高規格道路、全体計画延長60 km）
  - 上越三和道路（上越市寺 - 上越市三和区本郷:延長3.0 km:供用済み、4.0 km未供用）
  - 三和安塚道路（上越市三和区広田 - 上越市安塚区松崎：延長9.4 km:未供用）
  - 十日町道路（十日町市北鐙坂 - 十日町市八箇:延長10.8 km:未供用）
  - 八箇峠道路（十日町市八箇 - 南魚沼市余川:延長6.6 km:供用済み、3.1 km未供用）

2017年（平成29年）11月の上沼道（八箇峠道路）八箇IC - 野田IC開通に伴い、並行する現道区間（八箇IC - 新潟県道74号十日町六日町線交差点間のうち、南魚沼市内の区間）は国道指定を外れた。この開通で南魚沼市側は野田ICと同余川の十日町六日町線との現道との交差点まで同県道などで構成されるルートを介する事になり、この区間が国道に指定変更されている。なお十日町市側は八箇ICで現道と直接接続している。

### 重複区間
- 国道404号（上越市・三ツ屋交差点 - 十日町市・犬伏交差点）
- 国道353号（十日町市・蒲生交差点 - 池尻交差点）
- 国道403号（十日町市・池尻交差点 - 犬伏交差点）

### 道路施設

#### 主な構造物

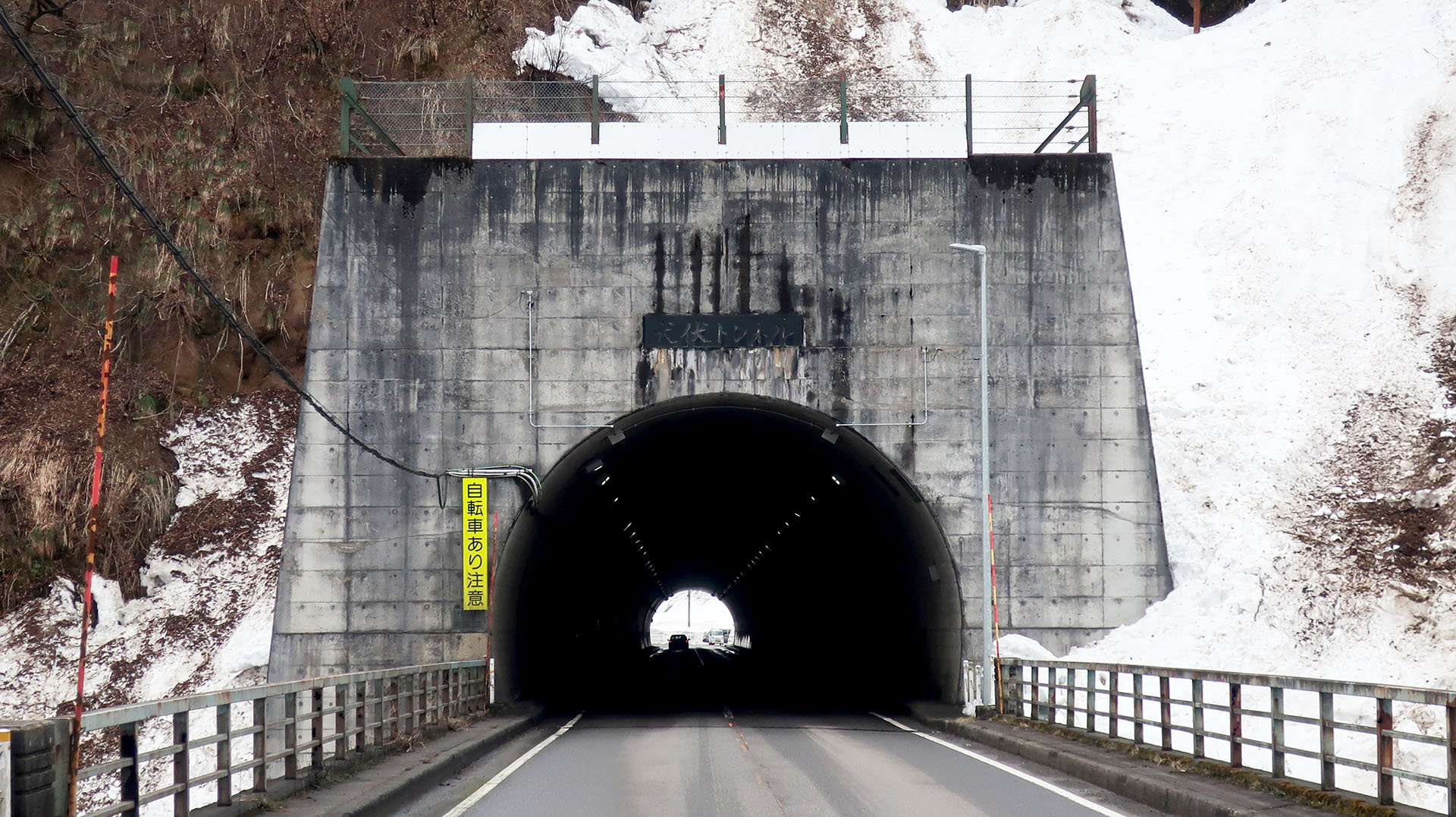
犬伏トンネル
新潟県十日町市松代田沢

- 赤倉大橋[13] - 上越市大島区大平 - 上越市大島区田麦
  - 形式 - 鋼上路アーチ橋
  - 橋長 - 145.000 m
    - 支間割 - 19.600 m + 88.000 m + 20.000 m + 16.600 m

  - 幅員 - 9.200 m
    - 有効幅員 - 8.000 m
    - 車道 - 8.000 m
    - 歩道 - なし

  - 床版 - 鉄筋コンクリート
  - 総鋼重 - 341.894 t
  - 施工 - 駒井鐵工所[注釈 5]
  - 工法 - ケーブルエレクション斜吊り工法
  - 竣工 - 1982年度（昭和57年度）
- 儀明峠トンネル - 上越市大島区田麦 - 十日町市儀明、1979年（昭和54年）竣工[10]
- 池尻大橋 - 橋長152.0 m、渋海川、松代道路、2012年（平成24年）11月竣工[10]
- 長者原橋 - 橋長63.0 m、渋海川、松代道路、2012年（平成24年）11月竣工[10]
- 新大橋 - 橋長114.6 m、渋海川、松代道路、2005年（平成17年）12月竣工[10]
- 新千年大橋（しんちとせおおはし） - 橋長152.0 m、渋海川、松代道路、1996年（平成8年）4月26日竣工[9]
- 田澤トンネル、1963年（昭和38年）竣工[10]
- 犬伏トンネル、1979年（昭和54年）竣工[10]
- 薬師トンネル - 十日町市犬伏 - 十日町市真田丙、1979年（昭和54年）竣工[10]
- 名ヶ山トンネル - 十日町市真田丙 - 十日町市北鐙坂、1985年（昭和60年）10月竣工[10]
- 鐙坂トンネル、1982年（昭和57年）11月竣工[10]
- 吉田トンネル - 十日町市樽沢 - 十日町市小泉、2000年（平成12年）3月竣工[10]
- 十日町橋 - 十日町市小泉 - 十日町市子、信濃川
- 八箇峠トンネル - 十日町市八箇庚 - 南魚沼市小栗山、八箇峠道路

#### 道の駅
- まつだいふるさと会館（十日町市）

## 地理

### 通過する自治体
- 新潟県
  - 上越市 - 十日町市 - 南魚沼市

### 交差する道路
- 国道8号（上越市・三ツ屋交差点）
- 国道353号（十日町市・蒲生交差点）

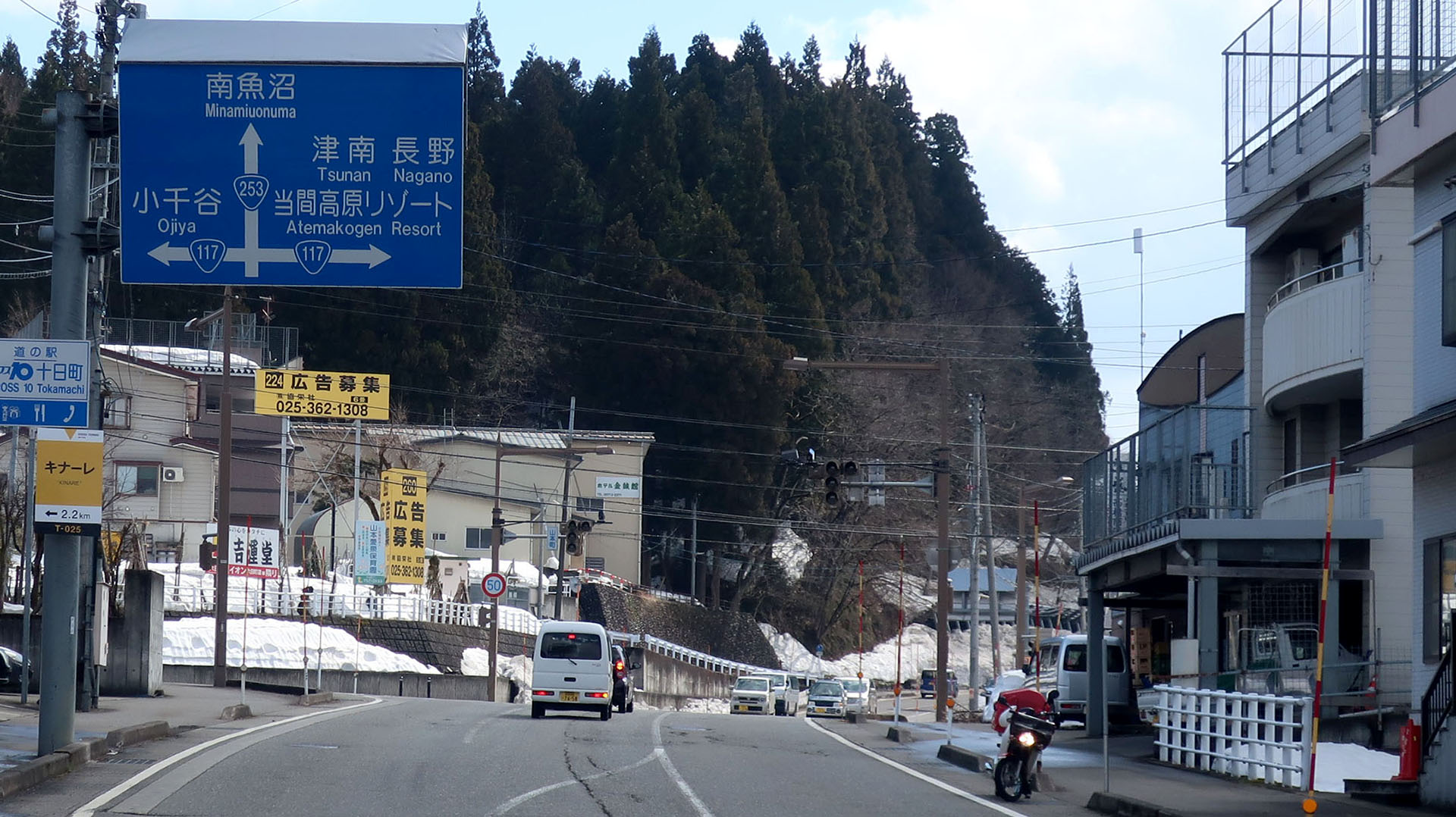
国道117号との交差
新潟県十日町市・山本町交差点

- 国道353号、国道403号（十日町市・池尻交差点）
- 国道403号、国道404号（十日町市・犬伏交差点）
- 国道117号（十日町市・山本町交差点）
- 魚沼スカイライン
- E17 関越自動車道 - 六日町IC（南魚沼市・六日町IC交差点）
- 国道17号六日町バイパス（南魚沼市）
- 国道17号（現道・南魚沼市・美佐島交差点）

### 峠

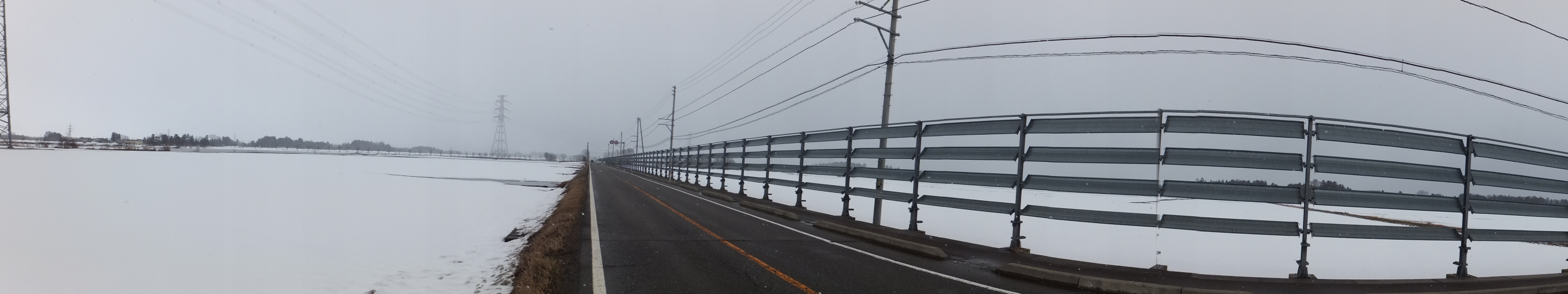
地吹雪による着雪を緩和する「吹き払い柵」（上越市青野）

- 儀明峠（標高330 m、上越市 - 十日町市）
- 薬師峠（標高305 m、十日町市）
- 八箇峠（標高510 m、十日町市 - 南魚沼市）